# 厚角黃蘚
厚角黃蘚（学名：Distichophyllum collenchymatosum）为油蘚科黃蘚屬下的一个种。

## 扩展阅读
- 維基物種上的相關：厚角黃蘚